# Almelo
Almelo egy község és egy város Hollandia keleti részén. Lakosainak száma 72 310 fő. A község főbb települései: Aadorp, Almelo, Mariaparochie és Bornerbroek. Az itt élők a holland alsószász nyelv tweants dialektusát beszélik.

## Fekvése
A város Twente dombvidékének közepén fekszik két iparváros (Enschede, Hengelo) és turistavárosok (Ootmarsum, Delden, Markelo) szomszédságában.

## Történelme
Almelo 1394-ben kapott városi rangot. A 19. század végén a textilipar fellendülése számos munkavállalót vonzott a városba, eleinte csak az országból, az 1960-as évektől kezdve azonban már Spanyolországból és Törökországból. Hollandia első mecsete Almelóban épült 1976-ban az itt élő török lakosság számára. A városban viszonylag nagy számban élnek örmények is.
Az 1970-es években az ipari termelés visszaesett, és a legtöbb gyárat olyan országokba telepítették át, ahol olcsóbb a munkaerő. Néhány üzem megmaradt a városközpontban, melyekben manapság irodák vagy apartmanok működnek.

## Gazdasága
Jelenleg a város egyik fő munkáltatója az Urenco Nederland urándúsító üzeme, mely gázcentrifugás módszerrel mintegy 5% urán-235-öt tartalmazó dúsított uránt állít elő atomerőművek számára. Rajta kívül még a Bolletje sütőüzeme, a PANalytical, a Twenteborg kórház és a regionális bíróság alkalmaz jelentős számú munkavállalót.

## Közlekedés

### Közút
A várost keresztezi az A1-es és A35-ös számú autópálya. A városnak saját körgyűrűje van, a Ring Almelo.

### Vasút
A vasúti közlekedés 1865. október 18. óta van jelen a város életében. Ekkor nyitották meg az első vasútállomást, ami az Almelo–Salzbergen vasútvonal része. 1881. január 1-jén nyitották meg a Zwolle–Almelo vasútvonalat. A városban található egy másik vasútállomás is, az Almelo de Riet.

### Vízi
Almelót és környékét több csatorna is átszeli, például a Twentekanaal, az Overijssels Kanaal, az Almelo-Nordhorn, az Almelose Aa és a Loolee.

## Sportélete
A város ismert futballcsapatáról, a Heracles Almelóról, ami a holland liga első osztályában, az Eredivisie-ben játszik. A klub a Polman Stadionban játssza meccseit.
Almelo 1983 óta évenként rendezi meg a Profronde van Almelo nevű profi országúti kerékpárversenyt.

## Látnivalók
- A belvárosban áll az almelói kastély (Huize Almelo vagy Huis Almelo), mely jelenlegi formáját 1662-ben nyerte el; a nagyközönség számára nem látogatható az épület.
- Az almelói vasútállomás közelében található alagút falát mozaik díszíti.
- A római katolikus Szent György-templom.

## Demográfia

Nemek szerinti elosztás 2008-as adat szerint.

Almelo lakossága a 2015. január 1-jei adatok szerint 72 310 fő, ebből 36 013 férfi és 36 297 nő.
| Életkor          | Lakosok száma |
| ---------------- | ------------- |
| 0-14             | 12 701        |
| 15-24            | 8 287         |
| 25-34            | 8 492         |
| 35-44            | 9 700         |
| 45-54            | 10 864        |
| 55-64            | 9 154         |
| 65-74            | 7 574         |
| 75 évnél idősebb | 5 538         |
| Összesen         | 72 310        |

Háztartások száma: 31 801

## Testvérvárosok
| Ország         | Város    | Kezdete |
| -------------- | -------- | ------- |
| Nagy-Britannia | Preston  | 1948    |
| Németország    | Iserlohn | 1954    |
| Törökország    | Denizli  | 1975    |

## Híres szülöttei
- Cees van der Aa festő, műkereskedő
- Michiel Achterhoek (1976), labdarúgó
- Azra Akin (1981), Miss World 2002 modell
- Judith Baarssen (1978), atléta
- Daniëlle Bakhuis (1982), gyerekkönyv író
- Bert Bakker (1958), D66-politikus
- Paul Bäumer (1976–2013), dj, producer
- Jaap van Bemmelen, kémia professzora, akadémikus
- Evert Beth, filozófus, gondolkodó
- Kea Bouman (1903–1998), teniszező
- Wout Brama (1986), labdarúgó
- Hero Brinkman (1964), korábbi politikus
- Barend Brouwer (1826–1879), ügyvéd, ügyész, liberális politikus
- Arnold Bruggink (1977), labdarúgó
- Daphne Bunskoek (1973), televíziós műsorvezető és színésznő
- Mieke van der Burg (1945), politikus
- Egbert ten Cate (1945),  bankár
- Ritsaert ten Cate (1938–2008), színházi színész, művész
- Anouk Dekker (1986), labdarúgó
- Elbert Dijkgraaf (1970), politikus
- Tom Egbers (1957), sport-közvetítő
- Korneel Evers (1979), színész
- Herman Finkers (1954), humorista
- Wilfried Finkers (1957), humorista
- Cor Galis (1910–1997), 'a VPRO hangja', rádiós műsorvezető
- Ab Gietelink (1959), író, színész, rendező, producer
- Arnold Gorter (1866-1933), festő, rajzoló
- Stefanie van der Gragt (1992) labdarúgó
- Loes Haverkort (1981), színésznő
- Jan Jans (1893-1963), építész
- Herman Krikhaar (1930–2010), festő
- Hendrie Krüzen (1964), labdarúgó és futballedző
- Gijs-Jan ter Kuile (1906–1975), jogász, állami levéltáros
- Saskia Laaper-ter Steege (1964), országgyűlési képviselő
- Ilse de Lange (1977), énekes
- Delano Limaheluw (1984), sportriporter, rádio-dj
- Brian van Loo (1975), labdarúgó (kapus)
- Mark Looms (1981), labdarúgó
- Frank Löwik (1956–2009), történész
- Bean van Limbeek (1944-2014), agyaggalamb lövész, az 1988-as olimpiai játékok résztvevője
- Lex Mullink (1944), olimpiai evezős
- Peter Müllenberg (1987), ökölvívó
- Herma Nap-Borger (1947), országgyűlési képviselő
- Matijn Nijhuis (1974), hírolvasó a NOS-nál, korábban műsorvezető az RTV Oost-nél
- Wubbo Johannes Ockels (1946–2014), űrhajós
- Mari Carmen Oudendijk (1968), televíziós műsorvezető
- Maud Roetgering (1992), labdarúgó
- Joey Pelupessy, labdarúgó
- Frits Schipper (1904–1981), labdarúgó
- Mark Scholten (1976),  színész
- Cunera van Selm (1964), sport-bemondó
- Ferry Slebe (1907–1994), festő
- Marnix Smit (1975), labdarúgó
- Henkjan Smits (1961), televíziós műsorvezető
- Tom Stamsnijder (1985), kerékpáros
- Alberto Stegeman (1971), filmes, újságíró, műsorvezető
- Jay Tromp (1999), Holland DJ és dalszerző
- Jurrian van der Vaart (1985), golf játékos
- Frans van der Veen (1919–1975) labdarúgó
- Bas van Veenendaal (1978), sportbemondó
- Michiel Veenstra (1976), DJ
- Jan Wentholt (1851-1930), altengernagy, miniszter
- Kirsten Wild (1982), kerékpáros
- Jessica Zeylmaker (1982), színésznő
- Eddy Zoëy (1967), televíziós műsorvezető és énekes

## Fordítás
- Ez a szócikk részben vagy egészben  az   Almelo című német Wikipédia-szócikk fordításán alapul.  Az eredeti cikk szerkesztőit annak laptörténete sorolja fel. Ez a jelzés csupán a megfogalmazás eredetét és a szerzői jogokat jelzi, nem szolgál a cikkben szereplő információk forrásmegjelöléseként.
- Ez a szócikk részben vagy egészben  az   Almelo című angol Wikipédia-szócikk fordításán alapul.  Az eredeti cikk szerkesztőit annak laptörténete sorolja fel. Ez a jelzés csupán a megfogalmazás eredetét és a szerzői jogokat jelzi, nem szolgál a cikkben szereplő információk forrásmegjelöléseként.